# Arne Ileby
Arne Ludvig Grundt Ileby (* 2. Dezember 1913 in Fredrikstad; † 25. Dezember 1999) war ein norwegischer Fußballspieler.

## Karriere

### Verein
Ileby verbrachte seine gesamte Spielerkarriere beim Fredrikstad FK, für den er von 1932 bis 1946 spielte. Mit dem Klub gewann er viermal den norwegischen Fußballpokal und zweimal die norwegische Meisterschaft.

### Nationalmannschaft
Bei den Olympischen Spielen 1936 stand Ileby im erweiterten Kader der Norweger. Er reiste zwar mit der Mannschaft nach Berlin, wurde im Turnierverlauf jedoch nicht eingesetzt. Auch anlässlich der Fußball-Weltmeisterschaft 1938 in Frankreich wurde Ileby in das norwegische Aufgebot berufen, kam aber erneut nicht zum Einsatz.
Sein einziges Länderspiel für Norwegen bestritt Ileby beim 2:3 gegen Schweden am 17. September 1939 im Rahmen der Nordischen Fußballmeisterschaft 1937–47.

## Erfolge
- Norwegische Meisterschaft: 1938 und 1939
- Norwegischer Pokalsieger: 1935, 1936, 1938 und 1940